# Жарбулак (Абайская область)
Жарбулак (каз. Жарбұлақ, до 2018 г. — Вторая Пятилетка) — село в Бородулихинском районе Абайской области Казахстана. Входит в состав Кунарлинского сельского округа. Находится примерно в 47 км к юго-востоку от районного центра, села Бородулиха. Код КАТО — 633855400.

## Население
В 1999 году население села составляло 368 человек (185 мужчин и 183 женщины). По данным переписи 2009 года, в селе проживало 196 человек (101 мужчина и 95 женщин).